# Gordon Wright
Edward Gordon Dundas Wright (Earlsfield Green, 3 ottobre 1884 – Johannesburg, 5 giugno 1947) è stato un calciatore inglese, di ruolo centrocampista.

## Carriera

### Nazionale
È stato campione olimpico nel 5º Torneo olimpico di calcio, nel quale gioca la semifinale vinta per 4-0 contro la Finlandia. Il 19 marzo 1906 è sceso in campo in una partita amichevole contro il Galles.